# Mario Party
Mario Party — видеоигра для вечеринок, разработанная компанией Hudson Soft и изданная Nintendo для игровой приставки Nintendo 64. Она была выпущена 18 декабря 1998 года в Японии, 8 февраля 1999 года в Северной Америке и 9 марта 1999 года в Европе и Австралии. Игра была ориентирована на молодую аудиторию. Во время разработки игры её руководителем был Сигэру Миямото, создатель Марио. После выхода игра получила в основном положительные отзывы критиков, которые высоко оценили многопользовательский режим, концепцию и музыку, но не одобрили медленный темп игры и неоднозначно оценили её графику. Это первая часть серии игр Mario Party, за которой в 1999 году последовала Mario Party 2 для той же системы.

## Игровой процесс
Mario Party — видеоигра для вечеринок с шестью играбельными персонажами: Марио, Луиджи, принцесса Пич, Йоши, Варио и Донки Конг. По сюжету игры, Марио и его друзья спорят о том, кто из них является «Суперзвездой», фигурой, на которую может положиться весь мир. Чтобы разрешить свой спор, они отправляются в приключения, чтобы определить, кто из них больше достоин этого звания. Игровой процесс представлен в форме традиционной настольной игры и включает шесть карт игрового поля, посвящённых каждому из игровых персонажей. Позже в игре становятся доступны две дополнительные карты.
Mario Party предусматривает многопользовательскую составляющую; каждая игра состоит из четырёх игроков, из которых по крайней мере один управляется человеком. Любой персонаж, которым не управляет человек, будет управляться компьютером. Уровень мастерства управляемых компьютером персонажей может быть установлен индивидуально между «Легко», «Средне» или «Тяжело». После того как определены игроки и карта поля, игрок выбирает, как долго будет длиться игра на карте: «Лёгкая игра» состоит из 20 ходов, «Стандартная игра» — из 35, а «Полная игра» — из 50. Начиная игру, каждый из игроков бросает блок кубиков, чтобы определить порядок хода: игрок с наибольшим числом очков ходит первым на каждом ходу, а с наименьшим — последним.
Цель игры Mario Party — собрать наибольшее количество звёзд за отведённое количество ходов. Звезды нужно покупать у Тоада за монеты, которые можно заработать, пройдя одну из более чем 50 мини-игр, которые играются один раз в конце каждого хода.

### Другие режимы
В главном меню игры есть "Грибной банк", в который складываются монеты, полученные игроком во время игры. Первоначально в "Грибном банке" находится 300 монет. Монеты можно использовать для покупки мини-игр в "Доме мини-игр", в которые можно играть в любое время, помимо обычных настольных игр. В "Доме мини-игр" есть режим "Стадион мини-игр", в котором четыре игрока соревнуются на специальной карте, состоящей только из синих и красных мест. Монеты с этих мест не набираются и не теряются, а зарабатываются только за счет победы в мини-играх. Победитель "Стадиона мини-игр" определяется тем, кто наберет наибольшее количество монет к моменту завершения отведенного хода. Монеты также можно использовать в "Грибном магазине" главного меню, где можно приобрести предметы и хранить их в Грибном банке. Эти предметы можно включать и выключать во время игры, где они случайным образом начинают действовать, когда любой персонаж бросает блок кубиков. К таким эффектам относятся специальные блоки кубиков, на которых выпадают только большие или меньшие числа. Другие предметы убирают с игрового поля Купа Трупа или Бу.
Игра включает в себя однопользовательский режим "Остров мини-игр", в котором один человек должен пройти каждую мини-игру. У игрока есть четыре жизни, и он продвигается по карте мира, завершая каждую мини-игру, а проигрыш в мини-игре приводит к потере одной жизни. Если игрок теряет все жизни, игра заканчивается, и игрок должен возобновить игру с последней точки сохранения. Если игрок завершит все мини-игры в этом режиме, будут открыты до трех бонусных мини-игр.

## Приём
| Сводный рейтинг         | Сводный рейтинг |
| Агрегатор               | Оценка          |
| ----------------------- | --------------- |
| GameRankings            | 78,02 %         |
| Metacritic              | 79/100          |
| Иноязычные издания      |                 |
| Издание                 | Оценка          |
| AllGame                 | [ 17 ]          |
| Edge                    | 7/10            |
| EGM                     | 8,63/10         |
| Famitsu                 | 31/40           |
| GameFan                 | 88 %            |
| Game Informer           | 3,5/10          |
| GamePro                 | 5/5             |
| GameRevolution          | D+              |
| GameSpot                | 7,2/10          |
| IGN                     | 7,9/10          |
| Nintendo Power          | 7,9/10          |
| The Cincinnati Enquirer | [ 28 ]          |

Mario Party получила "в целом благоприятные" отзывы, согласно сайту агрегации рецензий Metacritic. По мнению критиков, Mario Party доставляет гораздо больше удовольствия, если играть с другими людьми через многопользовательскую опцию игры. Джо Филдер из GameSpot сказал: "Игры, в которые приятно играть в многопользовательском режиме, ничуть не лучше в однопользовательском режиме. Действительно, именно эта многопользовательская соревновательная искра, когда вы кричите на своих друзей и/или болеете за них, вливает жизнь в эти зачастую простые маленькие игры, а без нее они остаются простыми маленькими играми". Пир Шнайдер из IGN занял аналогичную позицию, заявив, что именно взаимодействие между игроками, а не взаимодействие с игрой, делает Mario Party увлекательной. Джеймс Ботторфф из The Cincinnati Enquirer написал: "Играя в одиночку, вы должны высидеть мучительно медленные ходы каждого из ваших компьютерных противников". Сайт GameRevolution писал, что играть в одиночку "ужасно скучно, и реально найти 4 человек для игры в Mario Party сложнее, чем кажется".
Также сайт GameRevolution написал, что у игры "прекрасные намерения, но неудовлетворительное исполнение", назвав ее "утомительной и часто разочаровывающей". Рецензенты журнала Game Informer негативно отозвались о Mario Party и её мини-играх. Скотт Алан Марриотт из AllGame также был недоволен большинством мини-игр и критиковал случайную удачу в игровом процессе. Марриотт заключил, что большинство игроков будут недовольны короткими мини-играми и простым геймплеем.
Саундтрек игры получил высокую оценку, хотя графика вызвала неоднозначную реакцию. Критики считали, что игра понравится маленьким детям. Авторы журнала Electronic Gaming Monthly дали игре индивидуальные оценки 8,5, 8,5, 8,5 и 9 каждая, что в сумме составляет 8,625 из 10. В Японии журнал Famitsu присвоил игре индивидуальные 2 восьмёрки, 7 и 8 баллов, что в сумме составляет 31 балл из 40.
В течение первых двух месяцев после выхода в США Mario Party входила в топ-5 самых продаваемых видеоигр. Она также стала четвертой самой продаваемой видеоигрой апреля 1999 года.

## Травмы
Некоторые мини-игры в Mario Party — Paddle Battle, Tug O'War, Pedal Power, Cast Aways и Deep Sea Divers — требуют от игрока интенсивно вращать аналоговый стик контроллера Nintendo 64. Сообщалось, что некоторые игроки получили травмы, вращая стик ладонью, а не большим пальцем — так стик контроллера можно крутить быстрее, но он просто не рассчитан на подобное обращение: в итоге у детей на руках могли образоваться мозоли, ожоги от трения, даже рваные раны и проколы кожи. По сообщению представителя прокуратуры штата Нью-Йорк, одному из пострадавших детей даже пришлось делать прививку от столбняка; по заявлению родителя другого пострадавшего ребёнка, за 15-20 минут игры тот получил ожог второй степени. Хотя никаких исков не было подано, в прокуратуру Нью-Йорка поступило около 90 жалоб, и Nintendo of America в конечном итоге согласилась на мировое соглашение, которое включало предоставление травмированным игрокам специальных перчаток без пальцев — до четырёх пар на каждую семью — и оплату судебных издержек штата в размере 75 000 долларов. В то время предоставление примерно 1,2 миллиона перчаток могло бы обойтись Nintendo в сумму до 80 миллионов долларов.
Tug o’ War — особенно печально известная мини-игра с перетягиванием каната — вновь появилась в сборнике Mario Party Superstars, выпущенном в 2021 году для Nintendo Switch, в том же самом виде, что и в оригинальной Mario Party. Она лишь сопровождалась текстовым предупреждением о том, что игрокам не следует вращать стик ладонью — это может привести к травмам рук и поломке стика.